# Antoine-Vincent Arnault
Antoine-Vincent Arnault (París, 1 de gener de 1766 - Goderville, 16 de setembre de 1834) va ser un polític, poeta i dramaturg francès, pare del també dramaturg Lucien Arnault.
Arnault va néixer a París l'1 de gener de 1766. La seva primera obra, Marius à Minturne (1971), va consagrar immediatament la seva reputació. Un any després, es va publicar la seva segona tragèdia, Lucrèce. Arnault va sortir de França durant El Terror, però quan va retornar va ser arrestat per les autoritats revolucionàries. Va ser alliberat gràcies a la intervenció, entre d'altres, del també dramaturg i poeta Fabre d'Églantine.
Arnault es va convertir en amic de Napoleó Bonaparte, qui el 1797 li va donar la responsabilitat de l'organització administrativa de les Illes Jòniques, ocupades per França. El 1799, Napoleó el va fer membre de l'Institut de França, a més de donar-li un lloc al Ministeri de l'Interior. Va morir a Goderville el 16 de setembre de 1834.
Altres obres seves són Blanche et Moncassin, ou Els Vénitiens (1798) o Germanicus (1816)